# Ana Fidelia Quirot
Ana Fidelia Quirot Moré (* 23. März 1963 in Palma Soriano, Provinz Santiago de Cuba) ist eine ehemalige kubanische Mittelstreckenläuferin. Sie war zweimal Weltmeisterin im 800-Meter-Lauf.
Sie gewann bei den Panamerikanischen Spielen 1987 Gold über 400 und 800 Meter. Im selben Jahr wurde sie in Rom bei den Weltmeisterschaften Vierte über 800 Meter. 1989 siegte sie beim Weltcup in Barcelona. Dabei stellte sie mit 1:54,44 min ihre persönliche Bestzeit auf, bis dahin die drittschnellste jemals gelaufene Zeit. Am Ende der Saison wurde sie als Welt-Leichtathletin des Jahres geehrt.
In Tokio gewann sie bei den Weltmeisterschaften 1991 Silber. Bei den Olympischen Spielen 1992 in Barcelona gewann sie die Bronzemedaille im 800-Meter-Lauf hinter der Niederländerin Ellen van Langen und der für das vereinte Team der GUS startenden Russin Lilija Nurutdinowa.
1993 wurde sie das Opfer eines schweren Unfalls. Quirot, im sechsten Monat schwanger, erlitt schwere Brandverletzungen, als in der Küche in ihrer Wohnung in Havanna ein Petroleumkocher explodierte, und verlor dabei ihr ungeborenes Kind. Ihre Karriere schien beendet, doch nach zahlreichen Operationen begann sie wieder zu trainieren und siegte über 800 Meter bei den Weltmeisterschaften 1995 in Göteborg.
Bei den Olympischen Spielen 1996 in Atlanta gewann sie, eigentlich als Favoritin für Gold gehandelt, die Silbermedaille hinter Swetlana Masterkowa (RUS) und vor Maria de Lurdes Mutola (MOZ). Bei den Weltmeisterschaften 1997 in Athen gewann sie wieder Gold über 800 Meter.
Am 2. März 2001 wurde sie, zusammen mit dem sechsfachen Boxweltmeister und dreifachen Olympiasieger Félix Savón und der dreifachen Olympiasiegerin und zweifachen Weltmeisterin im Volleyball Mireya Luis, in Ciudad Deportiva, dem zentralen Leistungssportkomplex der Hauptstadt, von Präsident Fidel Castro aus dem aktiven Sportlerleben verabschiedet.

## Auszeichnungen
- 1997: Weltsportlerin des Jahres (La Gazzetta dello Sport)